# Fuerza del Sur
Fuerza del Sur (en italiano: Forza del Sud, abreviado FdS) fue un partido político italiano liberal-conservador con sede en Sicilia.

## Historia
En septiembre de 2010, Gianfranco Micciché, durante mucho tiempo líder de Forza Italia y, más tarde, del Pueblo de la Libertad (PdL) en Sicilia, anunció su salida del PdL y su intención de crear un partido del pueblo siciliano, lo que habría de fusionar con otros partidos para formar el "Partido del Sur"; en octubre de 2010 se creó Fuerza del Sur. Solo cinco de los 16 diputados regionales del PdL-Sicilia, la facción del PdL liderada por Micciché, siguieron a éste en el nuevo partido.
El partido se puso en marcha oficialmente durante una convención en Palermo el 30 de octubre de 2010, contando con la presencia de Stefania Prestigiacomo, que aunque muy cercana a Micciché optó por permanecer en el PdL. En esa ocasión Micciché anunció que unos 25 diputados y senadores estaban dispuestos a unirse FdS. Finalmente, solo diez lo hicieron, se siete diputados y tres senadores, todos elegidos por Sicilia.
FdS pronto amplió su alcance en todo el sur de Italia. En mayo de 2011 el partido logró unos resultados prometedores en Nápoles (5,2%) y Reggio Calabria (4,7%), mientras que en octubre obtuvo un 6,5% de los votos en las elecciones regionales de Molise.
En 14 de julio de 2011 FdS impulso, junto con Nosotros el Sur y Yo el Sur, la Federación del Sur, más tarde Gran Sur, una coalición cuyo objetivo era convertirse en el partido hegemónico del sur de Italia.
De cara a las elecciones generales de 2013, GS se presentó dentro de la coalición de centro-derecha liderada por Silvio Berlusconi, con una lista autónoma para el Senado y con una lista única junto al Partidos de los Sicilianos-MpA para la Cámara de Diputados.
El 23 de noviembre de 2013, Micciché anunció la incorporación de Gran Sur a la refundada Forza Italia de Berlusconi.